# إدفارد غريمستاد
إدفارد غريمستاد هو فلاح وسياسي نرويجي، ولد في 29 مارس 1933 في Råde ‏ في النرويج، وتوفي في 3 أبريل 2014 في أوسلو في النرويج. نشط حزبياً في حزب الوسط. وقد انتخب County Governor of Østfold ‏ (1998 – 2003) وانتخب عضو برلمان النرويج ‏ عن دائرة Østfold (Storting constituency) ‏ وقد انضم خلال فترته النيابية ‏ (1 أكتوبر 1993 – 30 سبتمبر 1997) للكتلة البرلمانية حزب الوسط وانتخب عضو برلمان النرويج ‏ عن دائرة Østfold (Storting constituency) ‏ وقد انضم خلال فترته النيابية ‏ (1 أكتوبر 1989 – 30 سبتمبر 1993) للكتلة البرلمانية حزب الوسط.